# Ульянов Анатолій Андрійович
Анатолій Андрійович Ульянов (нар. 26 липня 1998, Тернопіль) — український футболіст, що грає на позиції захисника. Відомий за виступами у низці українських команд різних ліг, у тому числі за клуб «Сталь» з Кам'янського у вищому українському дивізіоні.

## Клубна кар'єра
Анатолій Ульянов народився в Тернополі, та розпочав займатися футболом у місцевій ДЮСШ. У 2012 році він продовжив вдосконалення своєї спортивної майстерності у володимир-волинському клубі «БРВ-ВІК». З початку 2013 року молодий футболіст продовжив виступи в молодіжній команді донецького «Металурга», на початку 2015 року приєднався до головної команди клубу, проте грав виключно за дублюючий склад команди. 
Після розформування «Металурга» з початку сезону 2015—2016 років Ульянов перейшов до команди «Сталь» з Кам'янського, яка з початку цього сезону розпочала виступи в українській Прем'єр-лізі. Спочатку молодий футболіст грав за дублюючий склад, а дебютував у найвищому українському дивізіоні Анатолій Ульянов 26 листопада 2017 року в грі з київським «Динамо». У вищому дивізіоні Ульянов зіграв лише 2 матчі, а після розформування кам'янського клубу став гравцем команди другої ліги «Калуш» з однойменного міста.
На початку 2019 року Анатолій Ульянов став гравцем команди першої ліги «Волинь» з Луцька. Проте в складі луцької команди молодий футболіст не зумів стати гравцем основного складу, й за рік лише 11 разів виходив на поле в основному складі команди. 
З початку нового сезону Ульянов перейшов до складу тернопільської «Ниви», проте й там не став гравцем основи, і на початок 2021 року перебрався до івано-франківського «Прикарпаття», в якому грав до закінчення сезону 2020—2021 років. У другій половині 2021 року футболіст грав у складі команд першої ліги МФК «Миколаїв» і «Кремінь». 
У 2022 році Анатолій Ульянов грав у складі аматорських команд «Нива» (Теребовля) і «Колос Полонне».

## Виступи за збірні
У 2017 році Анатолій Ульянов зіграв 2 матчі у складі юнацької збірної України віком гравців до 19 років проти юнацької збірної Ізраїлю.